# Iglesia de San Juan Bautista (Azcoaga)
La iglesia de San Juan Bautista es un edificio situado en la anteiglesia española de Azcoaga, en la provincia de Álava.

## Descripción
El edificio se encuentra en la anteiglesia española de Azcoaga, del municipio de Aramayona, perteneciente a la provincia de Álava, en la comunidad autónoma del País Vasco. Se menciona como iglesia parroquial del lugar en el tercer volumen del Diccionario geográfico-estadístico-histórico de España y sus posesiones de Ultramar de Pascual Madoz, donde aparece descrita con las siguientes palabras: «la igl. parr. (San Juan Bautista) está servida por 2 beneficiados, cuyas vacantes se proveen entre patrimoniales y por presentacion del beneficiado sobreviviente». En el tomo de la Geografía general del País Vasco-Navarro dedicado a Álava y escrito por Vicente Vera y López, se dice lo siguiente: «Su parroquia, rural de primera clase, pertenece al arciprestazgo de Villarreal, y está dedicada á San Juan. El templo, de construcción sencilla y sólida, tiene una sola nave de bastante elevación».